# Jim Harrick
Jim Harrick, (nacido el 25 de julio de 1938 en Charleston, Virginia Occidental) es un entrenador de baloncesto estadounidense que ejerció en la NCAA durante 27 años como entrenador principal y asistente.

## Trayectoria
- Morningside H.S. (1963-1969), (Asist.)
- Morningside H.S.  (1969-1973)
- Universidad de Utah State (1976-1977), (Asist.)
- UCLA (1977-1979), (Asist.)
- Universidad de Pepperdine (1979-1988)
- UCLA (1988-1996)
- Universidad de Rhode Island (1997-1999)
- Universidad de Georgia (1999-2003)
- Bakersfield Jam (2006-2007)